# Dubai International City
Dubai International City (arabisch مدينة دبي العالمية, DMG Madīnat Dubayy al-ʿālamiyya) ist ein Stadtteil Dubais, Vereinigte Arabische Emirate, der sich über eine Fläche von 800 Hektar in der Region Al Warsan erstreckt. Die Anlage ist für eine Bevölkerung von 120.000 Einwohnern konzipiert. Der Vermarktungsname International City soll verdeutlichen, dass in diesem Projekt architektonische Anleihen aus einigen Kulturen der Welt anzutreffen sind. Der Gesamtaufwand wird auf 1,9 Milliarden US $ geschätzt, die gesamte Bruttogeschossfläche der Bauten soll 3,3 Millionen Quadratmetern umfassen.
Das Projekt wurde im Juli 2002 begonnen, die Grundsteinlegung erfolgte im Februar 2003. Das erste Gebäude wurde im Juli 2004 fertiggestellt, bevor im September die ersten Bewohner einzogen. Im Jahr 2007 war das Projekt fertiggestellt.
Das Gelände wurde in verschiedene Zonen aufgeteilt:
- der Residential District mit einer Ausdehnung von 300 Hektar, der sich aus der architektonischen Nachbildung von historischen Bauten aus den Ländern China, Russland, Persien, Italien, England, Griechenland, Marokko, Frankreich, Spanien und den Emiraten zusammensetzt.

- der kleinere Central District, der sich über eine Fläche von 21 Hektar erstreckt und als Kern der kommerziellen Aktivitäten dient

- das Dubai Gate (auch als Dubai Design Center (DDC) angekündigt), ein überregionales haustechnisches Beratungs- und Kaufangebot auf einem Ausstellungsgelände mit Hotels

- The Dragon Mart widmet sich dem kleinteiligen chinesischen Handel, es umfasst eine Ausdehnung von 50 Hektar und das Gelände wird durch eine Achse von 1,4 Kilometer Länge durchzogen. Auf dem Areal sollen mehr als 3000 kleinere chinesische Geschäfte ihre Waren und Dienstleistungen anbieten.

- The Forbidden City erstreckt sich über eine Fläche von 24 Hektar und soll eine detailgetreue Nachbildung der Verbotenen Stadt Pekings werden. In diesem  Bereich sollen ein Museum, ein großes Restaurant, verschiedene chinesische Gärten und ein Hofgelände für musische Darstellungen eingerichtet werden.

- The Lake District wird sich zentral um einen künstlich angelegten See in einer Fläche von 60 Hektar ausbreiten. Das Gelände wird durch Wohnbauten und öffentliche Parkanlagen geprägt.